# Hugo Becker
Hugo Becker, född 13 februari 1864 i Strasbourg, död 30 juni 1941, var en tysk cellist.
Becker utvecklade en egen metod för cellospel på fysiologisk grundval. Han var 1890-1906 lärare vid Hochs konservatorium i Frankfurt am Main och från 1909 vid högskolan i Berlin. Han skrev även flera kompositioner för violoncell.
Becker invaldes 1906 som utländsk ledamot av Kungliga Musikaliska Akademien.